# Quadragesimo Anno
Quadragesimo Anno (рус. В сороковой год) — энциклика папы римского Пия XI от 15 мая 1931, посвящённая сорокалетию с опубликования «Rerum Novarum» и развивающая католическую социальную доктрину.

## История
Энциклика «Quadragesimo Anno» представляла собой открытое письмо, адресованное епископам Римско-католической церкви и опубликованное на сороковую годовщину «Rerum Novarum» (1891). В «Rerum Novarum» папа римский Лев XIII провозгласил новую социальную доктрину церкви. В своём письме он призвал улучшить условия жизни рабочих и учредил общественное движение, получившее впоследствии название «христианская демократия». Последовавшие энциклики «Graves de Communi Re» папы Льва XIII и «Singulari Quadam» папы Пия X внесли уточнения в католическую социальную доктрину.
В «Quadragesimo Anno» Пий XI коснулся этической стороны общественного и экономического порядка и призвал к их улучшению на основе принципов субсидиарности и корпоратизма. В письме он выразил мнение, что коммунизм и нерегулируемый капитализм представляют угрозу для достоинства личности. Взамен он призвал к пути, который лежит «между рифами индивидуализма и коллективизма» и который исходит из равного уважения к частной собственности и труду. Однако в свете усиления влияния сторонников авторитаризма среди католиков, подъёма фашизма и заключения Латеранских соглашений между Ватиканом и Муссолини в 1929 году, идея корпоратизма и энциклика в целом были восприняты как отказ от парламентаризма. Её переосмысление произошло только после Второй мировой войны.

## Содержание
«Quadragesimo Anno» начинается с краткого обзора «Rerum Novarum» и условий, в которых оно было написано. Пий XI отмечает роль Католической церкви в профсоюзном движении и улучшении положения рабочих по сравнению с 1891 годом.
Папа провозглашает право на частную собственность неотчуждаемым и утверждает, что её ликвидация способна нанести крайний вред рабочим. В то же время он подчёркивает недопустимость индивидуализма в вопросе о распоряжении собственностью, поскольку люди должны учитывать не только личную выгоду, но и общее благо. При этом национализация допустима лишь в случаях, когда сохранение собственности в частных руках представляет собой опасность для общественного благосостояния.
Далее Пий XI проводит анализ индустриального общества и выделяет такие явления, как поглощение мелких структур крупными, усиление взаимной зависимости, рост эгоизма и классового сознания в борьбе за собственную выгоду. Говоря о заработках, Пий XI обращает внимание на глубокие перекосы, которые выражаются в делении общества по этому вопросу на противостоящие группы. По его мнению, концентрация прибыли среди класса крупных собственников так же пагубна, как и идея распределения доходов исключительно среди рабочего класса. Папа полагает, что продукты труда должны служить на благо всего общества, и деление прибыли по классовому признаку недопустимо. Заработная плата должна определяться тремя факторами: ответственностью рабочего перед семьёй, экономическими условиями предприятия и последствиями для экономики в целом.
Пий XI призывает к реформе государства в соответствии с принципом субсидиарности. Он подчёркивает важность права на объединение. Он также призывает к солидарности, которая бы охватывала все классы, в особенности к сотрудничеству между работниками и работодателями.
Далее Папа осуждает концентрацию власти в руках группы лиц, занимающихся инвестированием чужих денег на международных финансовых рынках. Он приходит к выводу, что по вине отсутствия правовых ограничений конкуренция сама себя уничтожила и сменилась экономической диктатурой. Он считает недопустимым, чтобы крупные собственники и финансисты фактически узурпировали власть, которая принадлежит государству.
В отношении коммунизма и социализма Пий XI отмечает нарастающий контраст между этими идеологиями. Папа осуждает коммунистов за масштабное насилие, бесчеловечность и разрушительность. В то же время он критикует социалистов за поддержку классовой борьбы и негативное отношение к частной собственности. Он заявляет о несовместимости христианства и социализма, в частности, характеризует христианский социализм как заблуждение.
В заключение энциклики Пий XI говорит о важности христианской этики во всех аспектах общественной жизни.

## См. также

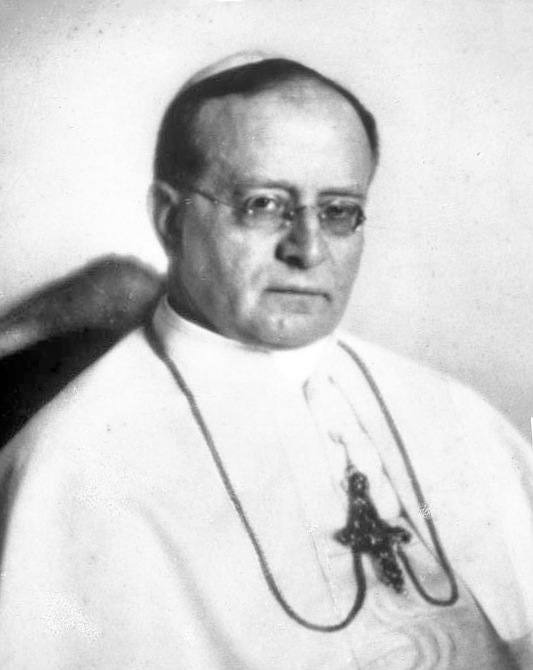
Папа римский Пий XI